# (1160) Illyria
(1160) Illyria est un astéroïde de la ceinture principale découvert le 9 septembre 1929 par l'astronome allemand Karl Wilhelm Reinmuth. Le lieu de découverte est Heidelberg (024). Il a été nommé d'après l'ancienne région des Balkans l'Illyrie.
Sa désignation provisoire était 1929 RL. Sa distance minimale d'intersection de l'orbite terrestre est de 1,253550 ua.